# HMS Upright
Lo HMS Upright (pennant number N89) fu un sommergibile della Royal Navy britannica, appartenente alla classe U, entrato in servizio nel settembre 1940.
Attivo durante la seconda guerra mondiale, svolse alcune missioni nell'oceano Atlantico e nel Mare del Nord ma ottenne i suoi maggiori successi nel teatro di guerra del Mediterraneo, dove fece registrare in particolare l'affondamento dell'incrociatore italiano Armando Diaz il 25 febbraio 1941. Impiegato come unità d'addestramento a partire dal luglio 1946, il battello fu infine radiato dal servizio nel dicembre 1945 e avviato alla demolizione.

## Storia

### Prime azioni
Impostato il 6 novembre 1939 nei cantieri della Vickers-Armstrongs di Barrow-in-Furness, il battello venne varato il 21 aprile 1940 con il nome di Upright ("verticale", "dritto" in lingua inglese), prima e unica unità della Royal Navy a portare questo nome; il sommergibile entrò poi in servizio il 3 settembre 1940, e dopo aver condotto prove in mare ed esercitazioni il 26 settembre si trasferì a Portsmouth dove giunse quattro giorni più tardi. Il 4 ottobre l'Upright condusse la sua prima missione di guerra, pattugliando senza esito le acque del canale de La Manica fino al 13 ottobre al largo delle coste settentrionali della Francia occupata dai tedeschi, in funzione anti-invasione.
Alla fine del mese il sommergibile fu riassegnato alla Mediterranean Fleet, e il 30 ottobre lasciò Portsmouth per dirigere su Gibilterra, dove giunse il 9 novembre dopo aver pattugliato senza risultati il Golfo di Biscaglia. Il 19 novembre l'Upright salpò per la sua prima missione di guerra nel Mar Mediterraneo, spingendosi fino al largo di Palermo ma senza avvistare unità nemiche; il 4 dicembre il battello raggiunse Malta, dove entrò in forza alla 1st Submarine Flotilla. Tra il 18 e il 24 dicembre l'unità compì un nuovo pattugliamento nelle acque a sud-est della Tunisia, ancora una volta senza risultati. Riassegnato alla 10th Submarine Flotilla sempre di base a Malta, tra l'8 e il 19 gennaio 1941 l'Upright condusse un nuovo pattugliamento della zona al largo di Tripoli, riuscendo solo ad avvistare un dragamine nemico.

### Operazioni nel Mediterraneo
Il primo attacco dell'Upright fu tentato il 5 febbraio 1941, nel corso della sesta missione di guerra (la quarta nel Mediterraneo) del battello, iniziata il 29 gennaio precedente: individuato un convoglio dell'Asse al largo delle Isole Kerkenna, il sommergibile lanciò quattro siluri ai danni di un mercantile nemico (probabilmente il tedesco Wachtfels), mancando però il bersaglio; il battello rientrò a Malta l'8 febbraio senza aver ottenuto altri risultati. Molto più successo ebbe la settima missione di guerra, iniziata il 19 febbraio: nelle prime ore del 23 febbraio, sempre al largo delle Kerkenna, l'Upright silurò e affondò il mercantile italiano Silvia Tripcovich da 2.365 tonnellate di stazza lorda, sorpreso mentre procedeva per Tripoli senza scorta. Due giorni più tardi, nelle prime ore del 25 febbraio, il battello mise a segno un ulteriore attacco: entrato in contatto con un gruppo di unità da guerra della Regia Marina (la scorta a distanza di un convoglio dell'Asse), l'Upright lanciò quattro siluri ai danni delle unità nemiche colpendo in pieno l'incrociatore leggero Armando Diaz, che affondò nel giro di sei minuti con gravi perdite umane. Il cacciatorpediniere Ascari, di scorta all'incrociatore, diede la caccia al sommergibile ma senza esito, e il giorno successivo l'Upright rientrò a Malta.
Tornato in mare il 6 marzo, il 12 marzo il sommergibile attaccò un convoglio nemico in rotta per Tripoli ma non ottenne alcun centro. Dopo una sosta a Malta, il 31 marzo l'Upright silurò 60 miglia a nord-ovest di Tripoli il mercantile tedesco Galilea da 1.927 tonnellate; danneggiato, il mercantile fu portato a incagliare sulla costa da un rimorchiatore per prevenirne l'affondamento. Un secondo attacco a un convoglio l'8 aprile seguente, sempre nella stessa zona, non ottenne invece alcun successo. La decima (27 aprile - 11 maggio) e undicesima (24 maggio - 4 giugno) missione di guerra del sommergibile non fecero registrare successi, salvo un attacco fallito a un convoglio italiano al largo delle Kerkenna il 2 maggio e il riuscito sbarco il 27 maggio di sei sabotatori a Torre Ellera in Calabria per minare la locale linea ferroviaria.
Dopo altre missioni infruttuose, a partire dal 21 luglio il sommergibile fu dislocato a oriente della Sicilia come parte di uno schermo di sommergibili a protezione di una missione di rifornimento dell'isola di Malta (Operazione Substance); il 24 luglio, al largo di Capo dell'Armi, l'Upright lanciò due siluri ai danni del bacino di carenaggio galleggiante GO 22, causando però solo danni leggeri: sottoposto a dura caccia da parte delle torpediniere italiane Aretusa e Rosolino Pilo, il battello britannico riuscì ad allontanarsi incolume. Due altre missioni di guerra in agosto e settembre furono sterili di risultati, ma il 27 settembre l'Upright mise a segno un nuovo successo: intercettata la torpediniera italiana Albatros circa otto miglia a nord-ovest di Milazzo, la colpì con un siluro colandola a picco; poco dopo il battello tentò anche di attaccare il mercantile italiano Lago Tana, ma mancò il bersaglio.
Nuove sortite nelle settimane seguenti non fecero registrare risultati di sorta, salvo un fallito attacco ai danni di un convoglio nel Mar Ionio il 17 novembre; un notevole successo fu invece ottenuto il 13 dicembre nelle acque del Golfo di Taranto: individuato un convoglio italiano composto di due mercantili scortati da altrettanti cacciatorpediniere, l'Upright silurò e colò a picco entrambe le navi da carico (la Fabio Filzi da 6.836 tonnellate e la Carlo del Greco da 6.837 tonnellate), sfuggendo poi alla caccia dei cacciatorpediniere Nicoloso da Recco e Antoniotto Usodimare.

### Operazioni in Atlantico e Mare del Nord
Quelli del 13 dicembre 1941 furono gli ultimi affondamenti realizzati dall'Upright nella sua carriera. Tra il gennaio e il febbraio del 1942 il sommergibile condusse altre tre missioni di guerra nel Mediterraneo, senza però far registrare attacchi di sorta al naviglio nemico; il 3 marzo, nel corso di un bombardamento aereo dell'Asse sugli ancoraggi di Malta, il sommergibile fu sfiorato da una bomba riportando alcuni danni leggeri, e il 19 marzo seguente salpò alla volta del Regno Unito per sottoporsi a un ciclo di riparazioni e revisioni: dopo una sosta a Gibilterra, il battello raggiunse la base di Holy Loch in Scozia il 15 aprile, per poi essere messo in cantiere a Blyth per lavori protrattisi fino al 16 luglio seguente.
Al suo rientro in servizio, l'Upright fu assegnato alla base di Dundee in forza alla 9th Submarine Flotilla per condurre alcuni pattugliamenti nelle acque del Mare del Nord, svolgendo poi principalmente missioni di esercitazione anti-sommergibile per le unità della Home Fleet britannica di base a Scapa Flow. Dopo nuovi lavori di revisione a Blyth tra il febbraio e il giugno 1944, il battello fu riassegnato alla 7th Submarine Flotilla e dislocato nella base di Campbeltown per condurre operazioni di addestramento anti-sommergibili per le unità della Royal Navy dislocate nella zona degli approcci occidentali alla Gran Bretagna. Il 14 agosto 1944 il sommergibile lasciò la base di Rothesay per attraversare l'oceano Atlantico e trasferirsi nella base di Saint John's in Canada, da dove poi si trasferì a Bermuda in settembre per riprendere con le missioni di addestramento anti-sommergibile, questa volta a favore delle unità di scorta della Royal Canadian Navy.
Il battello rientrò nel Regno Unito solo il 28 settembre 1945, a guerra abbondantemente finita. Messo in riserva a Londonderry il 22 ottobre 1945, l'Upright fu radiato dal servizio il 19 dicembre seguente e infine venduto per la demolizione a Troon nel marzo 1946.